# Bartholomeus Amicus
Bartholomeus Amicus, também conhecido como Bartolomeo Amico e Bartholomeo d'Amici (1562 — 1649) foi um jesuíta.